# Geld oder Leber!

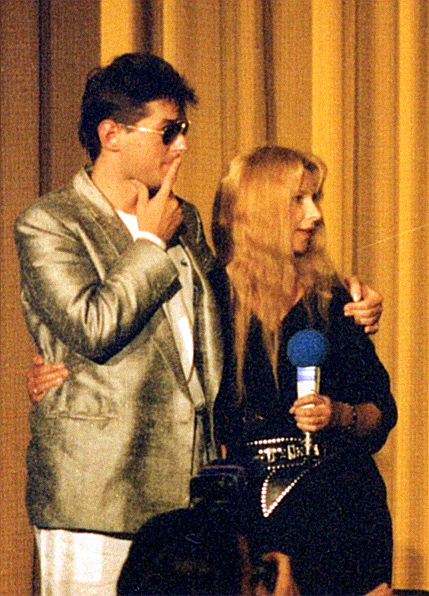
Falco und Ursela Monn bei der Filmpremiere von Geld oder Leber! 1986 in der Lichtburg (Essen)

Geld oder Leber! ist eine deutsche Filmkomödie aus dem Jahr 1986 von Dieter Pröttel mit einem großen Staraufgebot deutscher und österreichischer Darsteller. Der Film wurde 1986 von rund einer Million Zuschauer in deutschen Kinos gesehen.

## Handlung
Mike und Susanne sind ein Liebespaar, das sich durch Banküberfälle über Wasser hält. Als sie nach einem Raubüberfall auf ein Juweliergeschäft von der Polizei verfolgt werden, suchen sie in einer Fleischerei Unterschlupf, wo sie ihre Beute im Inneren einer Gans verstecken. Als die Fleischerin ihre Gänse verkauft, suchen Mike und Susanne verzweifelt nach dem Käufer, der nun die Juwelen besitzt. Trotz aller Anstrengungen bleibt ihrer Suche der Erfolg verwehrt. Letztlich stellen sie fest, dass die Nonnen eines Klosters die Gans erworben und sich den darin versteckten Schmuck angeeignet haben. Mike und Susanne verzichten auf die Beute und flüchten weiter vor der Polizei.

## Hintergrund
Der Film ist eine Produktion von Karl Spiehs, weshalb er hauptsächlich in Österreich und dort rund um den Wörthersee gedreht wurde. Als Kulisse des Falco-Konzerts diente die Burgarena Finkenstein am Faaker See.

## Kritiken
„Film ohne Handlung, dafür kann der Streifen haufenweise hochklassische [sic!] Musik, Schauspieler sowie Gags aufweisen.“

„Mittelding zwischen Klamotte und Musikfilm mit platten Wortspielereien“

„Mit aufgesetzt wirkenden Nebenhandlungen und modischen Trends versehenes Lustspiel, das nicht mehr als Situationskomik bietet.“

## Songs
- Falco: The Sound of Musik – Der Kommissar – Jeanny, Part I – Rock Me Amadeus
- Erste Allgemeine Verunsicherung: Ba-Ba-Banküberfall – Märchenprinz – Geld oder Leben – Küss die Hand, Herr K. (Kerkermeister)
- Mike Krüger: Susanne
- Klaus Büchner (Klaus und Klaus): An der Nordseeküste

## Trivia
- Der Titel Geld oder Leber! ist ein Wortspiel mit dem Albumnamen Geld oder Leben der Ersten Allgemeinen Verunsicherung von 1985. Die Filmmusik besteht vorwiegend aus Titeln dieses Albums.
- Die in den späten 1980ern erhältliche VHS-Videokassette warb mit der Aussage „[…] spätestens alle dreißig Sekunden ein Gag!“